# Flughafen Banda Aceh

i7
i11
i13
Der Flughafen Sultan Iskandar Muda (IATA-Code: BTJ, ICAO-Code: WITT) liegt in der Nähe der Provinzhauptstadt Banda Aceh, Provinz Aceh im Regierungsbezirk Aceh Besar auf der Insel Sumatra. Er wurde nach dem zwölften Sultan von Aceh benannt und ist sowohl der einzige internationale als auch der größte Flughafen der Provinz Aceh. Der Flughafen ist auch unter seinem alten Namen als Blang Bintang Airport bekannt.

## Terminal
Der Flughafen verfügt über insgesamt drei Terminals, wovon zwei als Passagierterminals genutzt werden und einer ausschließlich der Luftfrachtabwicklung dient.

## Start-/Landebahn
Der Flughafen besitzt eine 3000 Meter lange asphaltierte Start- und Landebahn, die für Flugzeuge bis zu einer Größe der Boeing 747-400 zugelassen ist.

## Fluggesellschaften und Ziele

### Inland
- Garuda: Jakarta, Medan
- Lion Air: Jakarta, Medan

### International
- Air Asia: Kuala Lumpur
- Garuda: Bangkok, Singapur
- Malaysia Airlines: Penang